# جذور الأدب المسرحي في فلسطين
يعتبر المسرح واحد من أرقى وأقدم الفنون التي عرفها التاريخ، كتب له العديد من أشهر الكتاب العالميين، ومثلت على خشبته روائع الأعمال الإبداعية الخالدة، فإن الحديث عن الكُتاب والمؤلفين عن المسرح في فلسطين وواقعه وتاريخه، ومدى مساهمة الكتاب والنقاد الفلسطينيين في نهضة المسرح الفلسطيني والعربي له أثر كبير.

## الأدب المسرحي قبل النكبة
ضاعت الكثير من الجهود المسرحية بعد نكبة عام 1948، وفقدت معظم النصوص المسرحية التي كانت قبل الحرب العالمية الأولى، والكثير من النصوص التي جاءت بعدها، ومن أوائل من كتبوا وألفوا النصوص المسرحية هم:
- نجيب نصار وتعتبر مسرحية "شمم العرب" التي كتبها صاحب جريدة الكرمل أول نص مسرحي، وكتب مسرحية ثانية هي "وفاء العرب" عام 1929.[2]
- جميل البحري الرائد الفعلي لحركة الأدب المسرحي في فلسطين، حيث طبع مسرحيته الأولى "قاتل أخيه" بعد الحرب العالمية في سنة 1919، فوجدت ترحيباً كبيراً في فلسطين، ومثلت في مسارح سوريا وفلسطين وغيرها من البلاد العربية، وكان مجموع ما كتبه خلال العشر سنوات الأخيرة من حياته خمس عشرة مسرحية، هي: (قاتل أخيه 1919، وسجين القصر 1920، وبنكرتون واللص الظريف 1922، وأبو مسلم الخرساني 1922، والوطن المحبوب 1923، والخائن 1924، وزهيرة 1925، وفي سبيل الشرف 1926، وفي السجن، وسقوط بغداد والزهرة الحمراء وظلم الوالد والهجوم على بلجيكا والاختفاء الغريب وحصار طبريا ووفاء العرب).[3]
- ومن الكتاب المسرحين في المرحلة الأولى صليبا الجوزي، فقد كتب فصولاً مسرحية تعالج مشكلات المجتمع الفلسطيني وتحث على العلم. ومن المسرحيات التي ألفها: (لا بد للحب أن ينتصر) عام 1925، مجسداً من خلالها الصراع بين الحب والمال، ومسرحية "أمي" عام 1926. وكان قد انخرط في المسرح من فترة مبكرة عندما مثل مع فريق من الهواة مسرحية "لصوص الغاب" لنيتشه، قبل الاحتلال البريطاني، ومسرحية "صلاح الدين الأيوبي" في مدينة القدس بحضور نوري السعيد وجعفر العسكري بين العامين (1918-1920).
- وفي الفترة نفسها عُين محمد عزة دروزة رئيساً لمدرسة النجاح في نابلس من عام 1922 إلى عام 1927، ورغب في تفعيل الحياة المسرحية في مدرسته الوطنية، في مقابل النشاط المسرحي للمدارس التبشيرية، فقام عام 1923 بمسرحة روايته "وفود النعمان على كسرى أنوشروان" التي كان قد نشرها في بيروت عام 1911، حيث قام الطلاب بتمثيلها على مسرح البلدية، ثم واصل المشوار، فكتب مسرحية "عبد الرحمن الداخل" عام 1924، ومسرحية "ملك العرب في الأندلس" عام 1925، حيث قام الطلاب بتمثيلها على مسرح البلدية أيضاً، ومن الواضح أن الكاتب كان يسعى إلى إحياء الوعي العربي والإسلامي في نفوس الطلاب.[4]
- وفي عام 1928 أسس نصري الجوزي جمعية الفنون والتمثيل، معتمداً على تعليم أعضائها من خلال مجموعة من الأدباء والمؤرخين، ثم خاضوا تجربة التمثيل بمسرحية "عنترة"، فلاقت نجاحاً شجعه على كتابة مسرحيته الأولى "الحق يعلو" ثم كتب عام 1930 مسرحية "فؤاد وليلى" التي تعالج قضية الصراع الأزلي بين المال والحب، ومسرحية "الشموع المحترقة" التي تعالج الآثار السلبية المترتبة على مشاعر الآباء. وعندما عمل في التدريس عام 1932 بدأ سلسلة أخرى من نشاطاته المسرحية من خلال المسرحيات المدرسية، حيث كتب العديد منها حتى عام 1948، ومنها: (جابر عثرات الكرام، والوفاء، عمر بن الخطاب والعجوز، أنا لا أحارب من أجل عمر، عليا وعصام، معركة ذي قار، عمر بن عبد العزيز والوفود، فاتح الأندلس طارق بن زياد، حنان الأم)، ثم كتب مسرحية "أشباح الأحرار" عام 1935 محذراً فيها من مخاطر السماسرة ومحاولات بيع الأراضي لليهود، حيث مثلت في العام نفسه رغم المخاطر على مسرح جمعية الشبان المسيحية ضمن برنامج منوعات دون ترخيص، ودون ذكر اسم المؤلف في الإعلانات خوفاً من الملاحقة، كما مثلتها فرقة عين كارم عام 1944 ومثلها "اتحاد الفنانين الفلسطينيين" عام 1946، وعرضت مع مشاهد مسرحية أخرى على مسرح الأخوان المسلمين الصيفي عام 1947. ونشر عام 1945 مسرحية "ذكاء القاضي" للأطفال، وعام 1946 مسرحية "لا أبيع أرضي" للأطفال، ثم مسرحية "عشاق التماثيل"عام 1946، وقد توج ذلك بنشر سلسلتين تضمنتا مسرحيات مدرسية كتبها قبل عام 1948 وبعده. ولم يقتصر نشاطه المسرحي على ذلك، فقد استفاد من إنشاء الإذاعة الفلسطينية عام 1936، فكون فرقة الجوزي ليقدم من خلالها عشرات المسرحيات الإذاعية للأطفال والكبار، كما أصدر خمسة فصول تمثيلية للكبار هي: (حفلة عشاء، باسم الحداد مع الخليفة هارون الرشيد، معجون الحب، على الباغي تدور الدوائر، أمة تطلب الحياة). وكتب بعد عام 1948 مجموعة من مسرحيات الأطفال، كما نشر في دمشق عام 1974 خمس مسرحيات قصيرة، وأنجز كتاباً عن تاريخ المسرح الفلسطيني من عام (1918- 1948).[5][6]
- كتب أنور عمرو عرفات  محاولة مسرحية "ولكم في القصاص حياة"، وطبعها في بيروت عام 1934 جاعلاً زمانها بعد انتهاء الحرب العالمية مباشرة، ومكانها المدينتين "هويلنج" و"كونيكراتز" في بوهيميا، معتمداً على قصة "حبيبي النوري" المنشورة في مجلة "شهرزاد"، وبانياً موضوعها على محاور متعددة، مثل: القضاء، والقدر، والسعادة، والجمال، والفقر، والجهل.
- الأخوان شفيق ووديع طرزي من غزة طبعوا في العام 1934 مسرحية من خمسة فصول "في سبيلك يا وطن"، بعد أن مثلها فريق مدرسة الفرندز في رام الله، وقد طبعت في المطبعة العصرية في القدس، ولاقت نجاحاً كبيراً.[7]
- جميل الجوزي إلتحق بأخويه صليبا ونصري إلى المسرح، فاشترك في العديد من المسرحيات بين السنوات (1933-1948)، وكان ميلاده المسرحي الحقيقي عام 1936 مع نشأة الإذاعة الفلسطينية بالقدس، إذ كان له دور كبير في تقديم المسرحية الإذاعية والتمثيليات ومزجها بالموسيقى التصويرية، حيث أخرج من ذلك الحين إلى عام 1948 أكثر من مائة فصل تمثيلي إذاعي، وقد إحتفى جميل بالترجمة عن اللغة الإنجليزية، فترجم ما يزيد على خمسين مسرحية إذاعية، ويعده شقيقه نصري أصدق مرجع للمسرحيات والفصول التمثيلية التي مثلت من محطة الإذاعة الفلسطينية، ومحطة الشرق الأدنى للإذاعة العربية "الإنجليزية" من عام 1936 إلى عام 1948، وقد أصدر ثلاث مجموعات مسرحية للكبار، هي: "السبحة وتمثيليات أخرى 1952"، و"الزوجة الخرساء وتمثيليات أخرى 1979"، و"غرام أعمى وتمثيليات أخرى 1984"، التي تضم معظم مسرحياته المذاعة المترجمة والمؤلفة قبل عام 1948.
- إميل الجوزي، فقد شارك في معظم المسرحيات التي أعدها نصري، واشترك معهم في فصول إذاعتي فلسطين والشرق الأدنى، ثم قدم العديد من الفصول التي ترجمها أو اقتبسها عن مسرحيات عالمية مشهورة، منها: "بين العدالة والقانون 1942"، و"الخطايا السبع 1944"، و"في ذمة القضاء 1943"، و"نقطة الدم 1943"، و"مات الملك عاش الملك 1944"، و"عواد كريمون 1944".
- فريد الجوزي، أسس عام 1943 "فرقة اضحك"، وقدم عدة أعمال منها "لوكندة الهدوء والراحة لنصري الجوزي"، و"الطبيب والعمدة" و"طلاب الجامعات الثلاث" من تأليفه، ومن الفصول التي مثلها وكانت ما بين التأليف والاقتباس: (رزق الهبل على المجانين، ضحكة أول نيسان، أم نبيه والاختراعات الحديثة، جحا وأبو نواس في المحكمة، طبيب العيون، الصديق الوفي، مودرن، الخرساء)، ونشر محمود سيف الدين الإيراني فصلاً من مسرحيته "اللهب" في مجلة الطليعة عام 1937.[8]
- أسمى طوبى دخلت مجال الكتابة المسرحية بقوة، حيث بدأت مسيرتها عام 1925، بمسرحية "مصرع قيصر روسيا وعائلته" ونشرتها في عكا، فمثلت في فلسطين ثلاث مرات وفي لبنان تسع مرات، وعندما أصبحت عضواً فاعلاً في اتحاد المرأة في مدينة عكا عام 1929 دأبت على إخراج مسرحية مرتين في العام، تضعها بنفسها عن الأمن والجهاد المشرف وكل ما يرفع المعنويات، فتحول منزلها إلى مسرح تمرن الشابات على التمثيل، ومن مسرحياتها: (أصل شجرة الميلاد، صبر وفرج 1943، نساء وأسرار، شهيدة الإخلاص، واحدة بواحدة والقمار).[9]
- اسطفان سالم، قد كتب "دمية العصر"، و"غرام ميت"، و"بطل فلسطين المجهول 1942"، ومسرحية "صراع العلم والإيمان" في بيت لحم عام 1943، ومثلت بعنوان "فادي بيه" على مسرح مدرسة تراسانطا في بيت لحم، ومسرحية "الذئب والغنم" وهي أوبريت موسيقي مثلت مرتين في عامي (43- 1944)، وأذيعت من محطة الإذاعة الفلسطينية عام 1946 مسرحية "السجناء الأحرار" كتبها عام 1943، و"الصلح خير انتقام 1944"، و"رأسان من خشب 1944"، و"الموسيقى خير علاج 1946"، و"قبلة المحبة" و"صديق حتى الموت"، و"هدية السماء"، و"مأساة القديس بطرس"، و"دقت الساعة يا فلسطين".[10]
- نجوى قعوار فرح كتبت مجموعة من الفصول التمثيلية الإذاعية عالجت فيها المشاكل والقضايا الاجتماعية معتمدة على التراث، ثم كتبت مسرحيات طويلة بعد عام 1948، ومن الفصول التمثيلية التي قدمتها الإذاعة الفلسطينية "هنا القدس": "أنا لا أحارب من أجل عمر 1946"، "روعة الزهراء 1947"، "صقر قريش"، كما قدمت لها إذاعة هنا لندن: "شهرزاد 1948"، "أم الأعزب 1948"، "يوم الاستحقاق 1948"، "حب وأشياء 1948"، وقدمت إذاعة الشرق الأدنى بيافا: (الأميرة حنان 1947، حواء الأخيرة 1947، الآلهة المهجورة 1948).
- كتب محمود محمد بكر هلال مسرحية "فلسطين".[11]

## الأدب المسرحي بعد عام 1948
شارك النقاد الفلسطينيون في نهضة المسرح العربي بشكل فعال بعد النكبة، تمثلت في الدراسات النوعية التي قدموها وهم:
- محمد يوسف نجم، في كتابه "المسرحية في الأدب العربي الحديث"، ومجموعة من الدراسات على نصوص المسرح العربي الأولى التي قام بجمعها، وقدم من خلالها جهود أعلام المسرح العربي الأوائل وهم: الشيخ أبو خليل القباني، ومارون النقاش، ويعقوب صنوع، ومحمد عثمان، ونجيب حداد.[14]
- ومن الجهود الفلسطينية النقدية دراسة جبرائيل أبو سعدى "قمبيز في الميزان: دراسة نقدية لمسرح شوقي مع تحليل لهذه المسرحية"، كما تناولت مجموعة من الكتابات النقدية قضايا المسرح المحلي، منها ما كتبه إبراهيم أبو ناب، ومحمد أديب السلاوي، ونعيم أبو طانيوس، وجميل جبر، ويوسف أدهم.[15]
- أما على صعيد الكتابة المسرحية، فقد نشر أحمد عمر شاهين العديد من مسرحيات الفصل الواحد في جريدة فلسطين، التي كانت تصدر في غزة في الفترة بين (1963-1967).[16]
- كتب ميشيل حداد، وجمال قعوار مسرحية "ظلام ونور" عام 1954، مبرزين من خلالها أهمية التعليم في تحسين ظروف المجتمع، وقدماها للفرق المسرحية في المدارس والنوادي رغبة في تجنب الفراغ وسد النقص، ونشر شكري سعيد عام 1954 مجموعة من المسرحيات الإذاعية، التي قدمها قبل 1948 في الإذاعة، بالإضافة إلى مجموعة من المسرحيات التي كتبها بعد النكبة، مثل: "أنواع من النساء"، "ومن أجل الوطن" و"عودة البطل".[17]
- كتب عبد المعطي البرغوثي "مشاهد تاريخية تمثيلية" عام 1955، مستلهما روح التاريخ العربي المشرق، راغباً في غرس معاني العزة والعظمة والبطولة في نفوس الجيل الصاعد، من خلال شخصية خالد بن الوليد، وعمر بن الخطاب، وصلاح الدين الأيوبي، وغيرهم.[18]
- قدمت هدية عبد الهادي في العام 1955، مجموعة من المسرحيات، بعنوان "معاً إلى القمة"، متوجهة بها إلى إبنتها ليلي وجيلها، بين ظلال النكبة وأضواء النصر المنشود، واحتوت المجموعة على مسرحية "الأم الكبرى"، و"أشبال المستقبل"، و"غيوم ستنقشع"، و"جلسة كاملة النصاب"، و"صانعات الرجال"، و"فتح الأندلس".
- كتب عبد الله الشيتي مسرحية "الحقد المقدس" عام 1957، ونشر جابر الكرملي، في العام ذاته مسرحية "وكان صباح.. وكان مساء"، ونشرت نجوى قعوار فرح مسرحية "سر شهرزاد" عام 1958، ومسرحية "ملك المجد" عام 1961، حيث حاولت أن تحلل في الأولى شخصية الملك شهريار وعلاقته بشهرزاد، وقدمت في الثانية سيرة السيد المسيح وتعاليمه الإنسانية، مستمدة وقائعها من حوادث الإنجيل.[19]
- نشر سليم خوري، مجموعة من المسرحيات في هذه الفترة، منها مسرحية "آمنة"، التي تدور حوادثها في القرن السادس عشر الميلادي في قصر الحمراء بغرناطة، مبرزاً من خلالها حكاية "آمنة الأموية" و"يعقوب القيرواني"، وخضوعهما لمحاكم التفتيش، التي حكمت عليهما بالحرق فأحرقا عام 1571، ونشر سليم خوري في العام نفسه -1960- مسرحية "وريث الجزار"، التي يصور فيها ظلم أحمد باشا الجزار وبطشه، والمحاولات التي جرت على الصعيد الرسمي والشعبي، للتخلص منه عبر خيوط ثلاثة، تمثلت في ولده بالتبني سليمان باشا، ومحظيته فاطمة، وابن الشعب سعد الأمين، ونشر خوري مسرحية "هذا المصير" عام 1964، مصوراً من خلالها واقع الفقراء، والظلم الطبقي الذي يعانون منه، والمصير السيئ الذي ينتظرهم، وذلك من خلال شخصية فريد بائع الصحف، وحديد العتال، وأمين ماسح الأحذية، والأعمى وابنته وداد، في مقابل جابر أفندي وزوجته سعاد.[20]
- نشرت مجلة الجديد عام 1962 مسرحية "قدر الدنيا" باسم "جهينة" المستعار، وهي تحكي حكاية الفدائي "حسن"، المتسلل من لبنان إلى بيته، في قرية بشمال فلسطين، واضطراره للخروج من جديد، بعد عدة أحداث درامية لمواصلة الكفاح من هناك، ونشر الكاتبان محمود عباسي، وقيصر كركبي مسرحيتهما المشتركة "طوى إسماعيل" عام 1963.
- بدأ غسان كنفاني كتابته المسرحية عام 1964، بمسرحية "الباب"، التي بناها على حكاية شداد بن عاد، وإرم ذات العماد، التي ورد ذكرها في القرآن الكريم، حيث يتمرد شداد على الآلهة، ويبني جنته الخاصة "إرم" على الأرض، فتحرمه الآلهة من دخولها، وواصل غسان كنفاني كتابته المسرحية في هذه المرحلة، فكتب عام 1967 مسرحية "القبعة والنبي"، التي عرض فيها تناقض هاجسي الموت والحياة في أقوال المتهم، وفي علاقة العاشق بخليلته في موقفه من الجنين، الذي يريد منها القضاء عليه، وفي "الشيء" القادم من الفضاء معلقاً بالنسبة إلى الإنسان بين الكينونة واللاكينونة، وفي القاضيين وحكمهم على "المتهم" بالإعدام ثم البراءة.[21]
- كتب توفيق فياض عام 1965، مسرحية "بيت الجنون"، التي يصور فيها من خلال أسلوب المناجاة حكاية سامي، مدرس التاريخ المطرود من عمله، ومحاولته الهرب من عالم الواقع الفاسد، إلى عالم ما فوق الواقع الذي يبنيه في اللاوعي، وفي نوبة عصبية يتخلص من زوجته لبنى، التي حملت منه، وأجهضت الجنين لتحافظ على تناسق جسمها، ويدفنها على الشاطئ، وتنتهي المسرحية بخروجه من المسرح.[22][23]
- نشرت دار العلم للملايين عام 1967 مسرحية "بين جاهليتين" للكاتب الفلسطيني درويش المقدادي، التي كتبها بعد الحرب العالمية الثانية في منفى نقرة السلمان جنوب العراق، الذي قضى فيه ما يزيد على أربع سنوات، استغلها في البحث والكتابة، وألف في أثنائها هذه المسرحية، التي حاول من خلالها الربط بين جاهلية العرب في القرن السادس، وجاهليتهم في القرن العشرين، ونشر في العام ذاته (1967) يوسف جاد الحق مسرحيته الفكرية "المصير"، وقد كتب بالإضافة إلى ذلك عدة تمثيليات للإذاعة والتلفزيون في سوريا.
- كتب يعقوب الشوملي في هذه المرحلة مجموعة "قافلة الشهداء"، التي تضمنت مسرحية "العار"، ومسرحية "الخيانة العظمى"، كما كتب جمال الدين حجازي، وجميل أبو ميزر "مسرحيات تاريخية"، احتوت على مسرحية "فتح بيت المقدس"، و"عدل عمر"، و"جبلة بن الأيهم"، و"الفارس الملثم: عنترة"، و"سبيل الخلاص"، ونشرت مواهب الكيالي المشهد المسرحي "الأم".
- نشر إحسان النمر مشهداً مسرحياً، بعنوان "العز بالتضامن"، أدار أحداثه في قبيلة عربية، يقتحمها دخيل، يفسد العلاقة بين أمرائها، ويستولي بالدهاء على أموال القبيلة وسلاحها، ويكبل أفراد القبيلة بالديون، فتتوحد جهود الأمراء، وينتزعون المال والسلاح منه، ويرجع السلام، ليحل على القبيلة من جديد.[24]